# Rhododendron 'Elviira'
Rhododendron 'Elviira' — сорт вечнозелёных рододендронов.

## Биологическое описание
Вечнозелёный кустарник. В возрасте 10 лет достигает высоты 60 см, ширины 60-100 см.
Листья зелёные, блестящие, 60×34 мм.
Соцветия терминальные, конические, несут 6—10 цветков.
Цветки вишнёво-красные, 55 мм в ширину, воронковидно-колокольчатые, 6-ти лепестковые, лепестки гофрированные. Аромат отсутствует.
Цветение в середине мая — середине июня.

## В культуре
Выдерживает понижения температуры до −32 °С.
Требователен к месту посадки, так как в весеннее время легко повреждается солнечным ожогом. Рекомендуется высаживать в местах с высоким снежным покровом.